# Steorn
Steorn Ltd es una pequeña empresa privada de desarrollo tecnológico de Dublín, Irlanda. En agosto de 2006 anunció que había desarrollado una tecnología que podía producir "energía gratis, limpia y constante", violando la ley de conservación de la energía, un principio fundamental de la Física.
Steorn desafió a la comunidad científica y en diciembre de 2006 declaró que había elegido un jurado de científicos para que investigaran su tecnología. En junio de 2009 el jurado dio su unánime veredicto de que Steorn no había demostrado la producción de energía.
Steorn argumentó que a causa de las dificultades para desarrollar la tecnología, al jurado solo se le pudo proporcionar para que estudiaran datos de pruebas sobre los efectos magnéticos. Añadieron que estas dificultades se resolverían y que estaba previsto un lanzamiento comercial para finales de 2009.
En enero de 2010, Steorn ha dado la fecha del 1 de febrero de 2010 para la presentación comercial de Orbo, y para el segundo trimestre de 2010 las licencias de desarrollo comercial que permitirían a terceros vender productos que funcionen con Orbo.